# Amtsgericht Johanngeorgenstadt
Das Amtsgericht Johanngeorgenstadt war ein Gericht der ordentlichen Gerichtsbarkeit und ein Amtsgericht in Sachsen mit Sitz in Johanngeorgenstadt.

## Geschichte
In Johanngeorgenstadt bestand bis 1879 das Gerichtsamt Johanngeorgenstadt als Eingangsgericht. Im Rahmen der Reichsjustizgesetze wurden 1879 im Königreich Sachsen die Gerichtsämter aufgehoben und Amtsgerichte, darunter das Amtsgericht Johanngeorgenstadt, geschaffen. Der Gerichtssprengel umfasste Johanngeorgenstadt mit Zechenhäusern, Breitenbrunn mit Berg, Halbemeile, Hammerleithe, Hüttenhäusern, Klughäusern, Mühlenanger, neuem Anbau und Rabenberg, Breitenhof mit Hüttenhäusern, Ober- und Unterjugel mit Henneberg, Steinbach mit Sauschwemme, Steinheidel mit Erlabrunn, Fällbach und Georgenthal, Wittigsthal und dem Johanngeorgenstädter und Breitenbrunner Forstrevier. Das Amtsgericht Johanngeorgenstadt war eines von 16 Amtsgerichten im Bezirk des Landgerichtes Zwickau. Der Amtsgerichtsbezirk umfasste danach 7435 Einwohner. Das Gericht hatte damals eine Richterstelle und war das kleinste Amtsgericht im Landgerichtsbezirk.
Das Gebäude am Marktplatz fiel 1954 dem Abriss 
der Altstadt zum Opfer.